# Love Songs: Apresentando os 14 Maiores Sucessos
Love Songs: Apresentando os 14 Maiores Sucessos é uma coletânea musical da cantora e atriz estadunidense Barbra Streisand.
Lançado em 1983, trata-se da segunda compilação de Streisand feita exclusivamente para o Brasil, após As Grandes Interpretações de Barbra Streisand, de 1968.
Love Songs reúne 14 dos maiores sucessos de Streisand, e tem o mesmo título da versão inglesa da compilação Memories, de 1981. Ao mesmo tempo, sua lista de faixas possui sete das 10 canções de Memories. As outras sete canções fazem parte de quatro álbuns de Streisand: Guilty (1980), um dos maiores sucessos de Streisand no Brasil, sendo certificado como disco de ouro, Funny Girl: Original Soundtrack Recording (1968), The Barbra Streisand Album (1963) e People (1964).
O álbum foi indicado na seção de música de três periódicos brasileiros, a saber: nos jornais O Pioneiro e a A Tribuna, e na revista Manchete. O crítico da revista Manchete fez uma resenha favorável, na qual o definiu como "Um álbum bem produzido, sem dúvida, para (re)lembrar o amor de Streisand".
A versão no formato CD foi lançada em outubro de 1996.

## Lista de faixas
- Créditos adaptados do encarte do LP Love Songs, de 1983.[1]

| N.º | Título                                                        | Compositor(es)                                | Álbum                                          | Duração |  |
| 1.  | "Woman In Love"                                               | Barry Gibb, Robin Gibb                        | Guilty (1980)                                  |         |  |
| 2.  | "Memory"                                                      | Andrew Lloyd Webber, T. S. Eliot, Trevor Nunn | Memories (1981)                                |         |  |
| 3.  | "You Don't Bring Me Flowers"                                  | Alan Bergman, Marilyn Bergman, Neil Diamond   | Barbra Streisand's Greatest Hits Vol. 2 (1978) |         |  |
| 4.  | "Guilty"                                                      | B. Gibb, Maurice Gibb, R. Gibb                | Guilty (1980)                                  |         |  |
| 5.  | "All In Love Is Fair"                                         | Stevie Wonder                                 | The Way We Were (1974)                         |         |  |
| 6.  | "I'd Rather Be Blue Over You (Than Happy With Somebody Else)" | B. Rose, F. Fisher                            | Funny Girl (1968)                              |         |  |
| 7.  | "No More Tears (Enough Is Enough)"                            | Paul Jabara, Bruce Roberts                    | Wet (1979)                                     |         |  |
| 8.  | "Promises"                                                    | B. Gibb, R. Gibb                              | Guilty (1980)                                  |         |  |
| 9.  | "Evergreen (Love Theme From "A Star Is Born")"                | Barbra Streisand, Paul Williams               | A Star Is Born (1976)                          |         |  |
| 10. | "Comin' In And Out Of Your Life"                              | Richard Parker, Bobby Whiteside               | Memories (1981)                                |         |  |
| 11. | "The Way We Were"                                             | A. Bergman, M. Bergman, Michel Legrand        | The Way We Were (1974)                         |         |  |
| 12. | "Cry Me A River"                                              | Arthur Hamilton                               | The Barbra Streisand Album (1963)              |         |  |
| 13. | "Lost Inside Of You"                                          | B. Streisand, Leon Russell                    | A Star Is Born (1976)                          |         |  |
| 14. | "People"                                                      | Jule Styne, Bob Merrill                       | People (1964)                                  |         |  |